# Сегют
Сегют (тур. Söğüt; до 1231 р. Февасій або Тебасіон; грец. Θηβάσιον) — невелике місто на території республіки Туреччина з населенням 15,6 тис. ос. Розташований на північний захід від Ескішехіра.

## Історія
Отримав історичну популярність як перша столиця Османського емірату, що став ядром Османської імперії. 